# Erika Vlieghe
Erika Vlieghe (Bonheiden, 1972) is een Belgisch internist-arts en infectiologe aan het Universitair Ziekenhuis van Antwerpen.
Ze is diensthoofd algemene inwendige geneeskunde, infectieziekten en tropische geneeskunde van het Universitair Ziekenhuis Antwerpen en doceert tropische geneeskunde en infectieziekten aan het Instituut voor Tropische Geneeskunde en de Universiteit Antwerpen.

## Opleiding
Erika Vlieghe studeerde in 1996 af aan de KU Leuven als Arts.
In 1997 deed ze een postgraduaat aan het Antwerps Instituut voor Tropische Geneeskunde. Aansluitend heeft ze twee jaar in Oeganda gewerkt als arts. Daarna specialiseerde ze zich tussen 1999 en 2004 in de algemene inwendige geneeskunde, waarbij ze roteerde tussen verschillende diensten van interne geneeskunde in verschillende ziekenhuizen, waaronder het Royal Londen Hospital, het Stuivenbergziekenhuis van Antwerpen en het UZ Leuven.
In de vier daaropvolgende jaren doctoreerde ze aan de KU Leuven over antibioticaresistentie in Cambodja.

## Academische carrière
In 2004 startte Vlieghe als klinisch medewerker infectieziekten aan het Instituut voor Tropische Geneeskunde. In 2014 behaalde ze haar doctoraat. Professor Erika Vlieghe is hoofddocent aan de Universiteit Antwerpen en geeft opleiding over microbiologie en infectieziekten aan studenten geneeskunde. Ze is tevens diensthoofd van de dienst algemene inwendige geneeskunde, infectieziekten en tropische geneeskunde aan het Universitair Ziekenhuis Antwerpen. Daarnaast voert ze klinisch en beleidsvoorbereidend onderzoek uit in België en in Zuidoost-Azië.

### Vakliteratuur
Prof. dr. Vlieghe is auteur van verschillende nationale en internationale academische wetenschappelijke artikels. Ze doctoreerde in 2014 met haar scriptie The microbiological spectrum of invasive bacterial infections in Cambodian adults and implications for standard treatment guidelines. Ze is tevens auteur van het boekhoofdstuk Fatal and fulminant infections en Malaria op intensieve zorgen: ‘a hot topic’.

## Leidende rol in het Belgisch crisismanagement

### Ebola
In oktober 2014 wordt Erika Vlieghe aangesteld door minister van Volksgezondheid Maggie De Block (Open Vld) tot nationale ebolacoördinator. Ze heeft tot eind 2015 de coördinatie over alle activiteiten in heel België met betrekking tot screening, opsporing en klinische behandeling van mogelijk met ebola besmette personen en hun contacten.

### COVID-19
Tijdens de COVID-19-pandemie van 2020 maakt Erika Vlieghe deel uit van het 'Wetenschappelijk comité Coronavirus' door haar expertise in het onderzoek infectieziekten en behandeling van patiënten. Dit orgaan adviseert de diverse Belgische gezondheidsautoriteiten over de bestrijding van het virus en maakt prognoses over de ontwikkeling en de verspreiding ervan in België. Het comité valt rechtstreeks onder de bevoegdheid van de federale Minister van Volksgezondheid Maggie De Block (Open Vld).
Sinds begin april 2020 krijgt ze de leiding over de zogeheten Groep van Experts belast met de Exit-Strategie (GEES), een tienkoppige expertengroep van deskundigen die door premier Sophie Wilmès werd opgericht om de Belgische exitstrategie uit de lockdown voor te bereiden en de corona-maatregelen te versoepelen.
Vanwege haar rol in de coronacrisis kreeg ze een Gouden Penning van de Koninklijke Vlaamse Academie van België voor Wetenschappen en Kunsten en werd ze ereburger van Kortenberg.

## Persoonlijk
Erika Vlieghe is getrouwd en heeft twee kinderen uit een vorig huwelijk.